# Thelma Kimsjö
Thelma Maria Kimsjö, född 16 augusti 1956, är en svensk journalist och publisher.
Kimsjö har en bakgrund som chefredaktör för Svenska Turistföreningens tidning Turist. Hon kom senare till Hubo Press (Mitt i-tidningarna) och var chefredaktör för Mitt i-tidningarna i södra Stockholm.
År 2006 blev hon publisher för Länstidningen i Södertälje.
År 2010 utsågs hon till tidningschef och ansvarig utgivare för Vestmanlands Läns Tidning. Från år 2012 var hon även ansvarig utgivare för de så kallade Ingress-tidningarna (Fagersta-Posten, Sala Allehanda, Avesta Tidning och Bärgslagsbladet/Arboga Tidning). Hon lämnade tidningarna i januari 2016 i samband med att VLT:s ägare Promedia integrerades i Mittmedia.
Från april 2017 är Kimsjö styrelseordförande i Hakon Media.